# Macrogastra
Macrogastra is een geslacht van slakken uit de familie van de Clausiliidae.

## Soorten
De volgende soorten zijn bij het geslacht ingedeeld:
- Macrogastra asphaltina Rossmässler, 1836
- Macrogastra attenuata (Rossmässler, 1835)
- Macrogastra badia (C. Pfeiffer, 1828)
- Macrogastra borealis (O. Boettger, 1878)
- Macrogastra densestriata (Rossmässler, 1836)
- Macrogastra loryi (Michaud, 1862) †
- Macrogastra mellae (Stabile, 1864)
- Macrogastra multistriata H. Nordsieck, 1981 †
- Macrogastra plicatula (Draparnaud, 1801)
- Macrogastra reischuetzi H. Nordsieck, 2014 †
- Macrogastra rolphii (W. Turton, 1826)
- Macrogastra schlickumi (H. Nordsieck, 1972) †
- Macrogastra sessenheimensis (H. Nordsieck, 1974) †
- Macrogastra tumida (Rossmässler, 1836)
- Macrogastra ventricosa (Draparnaud, 1801)
- Macrogastra vindobonensis (Papp & Thenius, 1954) †
- Macrogastra voesendorfensis (Papp & Thenius, 1954) †

### Synoniemen
- Macrogastra (Macrogastra) W. Hartmann, 1841 => Macrogastra W. Hartmann, 1841
- Macrogastra (Macrogastra) multistriata H. Nordsieck, 1981 † => Macrogastra multistriata H. Nordsieck, 1981 †
- Macrogastra (Macrogastra) reischuetzi H. Nordsieck, 2014 † => Macrogastra reischuetzi H. Nordsieck, 2014 †
- Macrogastra (Macrogastra) ventricosa (Draparnaud, 1801) => Macrogastra ventricosa (Draparnaud, 1801)
- Macrogastra (Macrogastra) voesendorfensis (Papp & Thenius, 1954) † => Macrogastra voesendorfensis (Papp & Thenius, 1954) †
- Macrogastra (Pseudovestia) H. Nordsieck, 1977 => Macrogastra W. Hartmann, 1841
- Macrogastra (Pseudovestia) rolphii (W. Turton, 1826) => Macrogastra rolphii (W. Turton, 1826)
- Macrogastra (Pyrostoma) Vest, 1867 => Macrogastra W. Hartmann, 1841
- Macrogastra (Pyrostoma) attenuata (Rossmässler, 1835) => Macrogastra attenuata (Rossmässler, 1835)
- Macrogastra (Pyrostoma) badia (C. Pfeiffer, 1828) => Macrogastra badia (C. Pfeiffer, 1828)
- Macrogastra (Pyrostoma) borealis (O. Boettger, 1878) => Macrogastra borealis (O. Boettger, 1878)
- Macrogastra (Pyrostoma) densestriata (Rossmässler, 1836) => Macrogastra densestriata (Rossmässler, 1836)
- Macrogastra (Pyrostoma) mellae (Stabile, 1864) => Macrogastra mellae (Stabile, 1864)
- Macrogastra (Pyrostoma) plicatula (Draparnaud, 1801) => Macrogastra plicatula (Draparnaud, 1801)
- Macrogastra (Pyrostoma) tumida (Rossmässler, 1836) => Macrogastra tumida (Rossmässler, 1836)